# Verfassung der Republik China

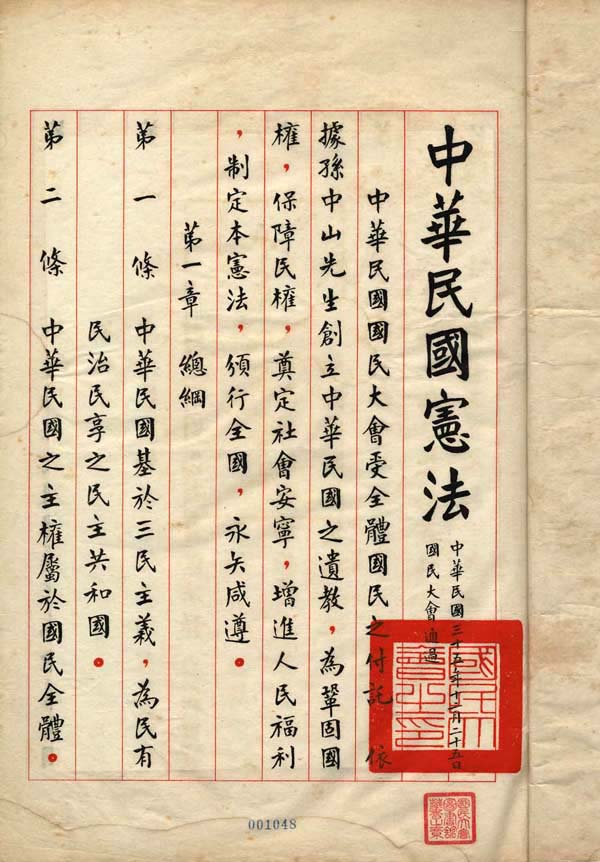
Titelseite der 1946 in Nanjing durch die Nationalversammlung beschlossenen Verfassung

Die Verfassung der Republik China (Chinesisch: 中華民國憲法; Pinyin: Zhōnghuá Mínguó Xiànfǎ) beinhaltet die zentralen Rechtsdokumente und verfassungsrechtlichen Grundsätze der Republik China. Die erste, vorläufige Verfassung wurde vom Vorparlament am 11. März 1912 verabschiedet. 1946 wurde die heute noch in der Republik China auf Taiwan gültige Verfassung entwickelt und 1947 in Kraft gesetzt.

## Geschichte

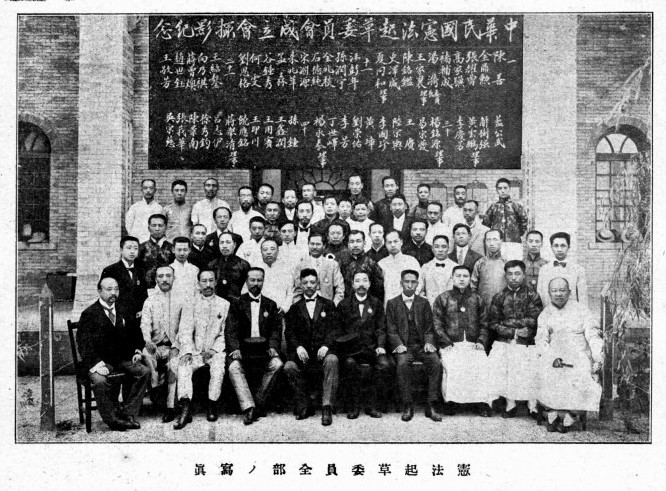
Mitglieder des Verfassungsausschusses von 1913

Bereits zum Ende der Qing-Dynastie seit 1905 gab es den Plan, dem Kaiserreich die Verfassung einer Konstitutionellen Monarchie zu geben. Am 27. August 1908, also wenige Monate vor Cixis Tod, wurden Richtlinien für eine künftige Verfassung verkündet, die 1916 in Kraft treten sollte und dem Kaiser noch nahezu unumschränkte Macht, weitgehend auch über die Finanzen, gewährte und den Untertanen lediglich das Recht auf freie Meinungsäußerung, den Schutz des Eigentum und der Wohnung sowie vor willkürlicher Verhaftung zugestand. Eine stärkere Mitwirkung des Parlaments sahen erst die Neunzehn Artikel vom 13. September 1911 kurz vor der Ausrufung der Republik am 1. Januar 1912 vor. Im Gefolge der Xinhai-Revolution brach das chinesische Kaiserreich zusammen, und am 1. Januar 1912 wurde die Republik China ausgerufen. Im März 1912 trat dann eine „Provisorische Verfassung der Republik China“ in Kraft. Ein Ausschuss wurde mit der Ausarbeitung eines Verfassungsentwurfs beauftragt. Der Entwurf wurde am 31. Oktober 1913 fertiggestellt. Nach dem Tagungsort des Verfassungsausschusses im Himmelstempel in Peking wurde dieser Verfassungsentwurf als „Himmelstempel-Verfassungsentwurf“ (天壇憲草) bezeichnet. Aufgrund der Instabilität in den ersten Jahren der Republik (Warlord-Ära) blieb dieser Entwurf jedoch weitgehend Makulatur, obwohl am 10. Oktober 1923 von der Verfassungskonferenz eine definitive Verfassung mit starken föderalen Elementen verkündet wurde. Sie fand keine allgemeine Anerkennung und wurde schon bald faktisch außer Kraft gesetzt. Im April 1924 veröffentlichte Sun Yat-sen seine Richtlinien zum Staatsaufbau der Republik China für die Periode der militärischen Herrschaft. Nach der Einigung Chinas 1928 unter Führung der Chinesischen Nationalpartei (Kuomintang, KMT, heute oft auch: Guomindang, GMD) entwickelte die Nationalregierung das Organisationsgesetz, welches aber noch keiner Verfassung entsprach.
Am 1. Juni 1931 erließ die KMT-Regierung die „Vorverfassung“, die bis 1947 gültig war. De facto sicherte diese Vorverfassung den Machterhalt der KMT. 1936 wurde ein neu bearbeiteter Verfassungsentwurf vorgestellt, der vom Volk allerdings abgelehnt wurde.
Die bürgerkriegsartigen Auseinandersetzungen mit den Kommunisten ab 1928 und der Krieg mit Japan (1937–1945) verhinderten zunächst eine weitere Verfassungsentwicklung. Nach dem Kriegsende trat 1946 die Nationalversammlung zusammen, um über einen Verfassungsentwurf zu beraten. Die Beratungen wurden von der Kommunistischen Partei Chinas boykottiert. Trotzdem wurde eine Verfassung entwickelt und 1947 als erste „Verfassung der Republik China“ verabschiedet. Die Verfassung trat am 25. Dezember 1947 in Kraft. Sie besteht insgesamt aus 56 Kapiteln und 7 zusätzlichen Artikeln. Sie ist bis heute in Taiwan gültig.
Die Wahl des ersten Präsidenten Chiang Kai-shek, der seit 1938 Vorsitzender der KMT war, zum Präsidenten der Republik fand am 19. April 1948 statt. Am 18. April 1948 traten die „Provisorischen Artikel während der Periode der Mobilmachung zur Niederschlagung der Rebellion“ (kurz: Prov. Art.) in Kraft. Sie stellten formell zwar keine Veränderung der Verfassung dar, setzten diese aber teilweise temporär außer Kraft und sprachen dem Präsidenten mehr Macht zu. Auf Basis dieser „provisorischen Artikel“ verhängte  Präsident Chiang Kai-shek 1949 den Ausnahmezustand über Taiwan. Der Ausnahmezustand bestand über 38 Jahre und wurde erst am 15. Juli 1987 per Dekret des Präsidenten Chiang Ching-kuo wieder aufgehoben.
Nachdem 1949 die Volksrepublik China ausgerufen worden war, reduzierte sich das tatsächliche Herrschaftsgebiet der Republik China auf Taiwan und ein paar kleinere Inseln. Die Verfassung und die „Provisorischen Artikel“ bezogen sich allerdings weiterhin auf die Republik China als Gesamtchina. Die taiwanische Regierung änderte dies aus mehreren Gründen nicht: zum einen stellte es einen hohen politischen Symbolwert dar und zum anderen drohte und droht die Gefahr durch die Volksrepublik China, die den Anspruch erhebt, Gesamtchina zu repräsentieren. Somit wird durch Taiwan bis heute an der verfassungsrechtlichen Einheit Chinas festgehalten. Allerdings entstanden auch Probleme, da die Verfassung nicht direkt auf Taiwan bezogen und so zum Teil zu generell ist. Es wurde versucht, diese durch Verfassungsergänzungen von 1991, 1992, 1994, 1997, 1999, 2000 und 2005 zu lösen.

## Verfassungsinhalt
Der Plan um eine Verfassung Gesamtchinas zu erreichen, wurde vor der Teilung Chinas von Sun Yat-sen erarbeitet. Die wesentlichen Ziele sind die Wiederherstellung der Einheit Chinas und die politische Unterweisung der Bevölkerung.
Der Plan lässt sich in 3 Phasen aufteilen:
1. „Phase der Militärherrschaft“ (Chinesisch: 军政, Pinyin: jūnzhèng) = China mit Waffengewalt einigen → 1928
2. „Phase der Herrschaft durch Unterweisung“ (Chinesisch: 驯政, Pinyin: xùnzhèng) = chinesisches Volk politisch durch Nationalregierung unterweisen → 1928–1946
3. „Herrschaft kraft Verfassung“ (Chinesisch: 宪政, Pinyin: xiànzhèng) = Erarbeitung einer Verfassung → ab 1946

Durch die Verfassung sollte die Regierung an die „Drei Prinzipien des Volkes“ gebunden werden:
- Prinzip der Volksgemeinschaft (Chinesisch: 民族主義, Pinyin: mínzú zhǔyì) ≙ Nationalismus
- Prinzip der Volksrechte (Chinesisch: 民權主義, Pinyin: mínquán zhǔyì) ≙ Demokratie
- Prinzip der Volkswohlfahrt (Chinesisch: 民生主義, Pinyin: mínshēng zhǔyì) ≙ Befriedigung von Lebensbedürfnissen

Das Konzept der Verfassung von 1947 basiert auf Suns „Lehre der Unterscheidung von Macht des Volkes und Fähigkeit der Regierung“. Die Verfassung unterscheidet zwischen den Gewalten der Regierenden und den Gewalten der Regierten (des Volkes).
Die 4 Gewalten des Volkes sind:
- Wahl einer Regierung
- Abwahl einer Regierung
- Gesetzesinitiative
- Referendum

Letzteres wird durch die Nationalversammlung ausgeübt, die den Präsidenten wählt und für Verfassungsänderungen zuständig ist.
Die 5 Gewalten der Regierung (Zweig=Yuan= 院) setzen sich wie folgt zusammen:
- Gesetzgebung – Legislativ-Yuan (Chinesisch: 立法院, Pinyin: Lìfǎ Yuàn) nach Art. 62 ≙ Parlament
- Verwaltung – Exekutiv-Yuan (Chinesisch: 行政院, Pinyin: Xíngzhèng Yuàn) nach Art. 53 ≙ Regierung
- Rechtsprechung – Justiz-Yuan (Chinesisch: 司法院, Pinyin: Sīfǎyuàn) nach Art. 77 ≙ Justizwesen
- Prüfung – Prüfungs-Yuan (Chinesisch: 考試院, Pinyin: Kǎoshì Yuàn) nach Art. 83 ≙ Prüfung, Leitung des öffentlichen Diensts
- Kontrolle – Kontroll-Yuan (Chinesisch: 監察院, Pinyin: Jiānchá Yùan) nach Art. 90 ≙ ständiger parlamentarischer Untersuchungsausschuss, kontrolliert Regierung

Das System der 5 Gewalten stellt eine Mischung aus präsidialen und parlamentarischen Elementen dar, eine Art Synthese zwischen dem altchinesischen Beamtenstaat und dem modernen Volksstaat. Durch die zahlreichen Reformen und Zusätze sind allerdings rechtstechnische Ungereimtheiten entstanden, durch die die Verfassung krisenanfällig erscheint.

## Abschnitte der Verfassung
Präambel
I. Allgemeine Bestimmungen (Art. 1–6)
II. Rechte und Pflichten des Volkes (Art. 7–24)
III. Die Nationalversammlung (Art. 25–34)
IV. Die Präsidentschaft (Art. 35–52)
V. Administration (Art. 53–61)
VI. Legislatur (Art. 62–76)
VII. Judikative (Art. 77–82)
VIII. Prüfung (Art. 83–89)
IX. Kontrolle (Art. 90–106)
X. Mächte der zentralen und lokalen Regierung (Art. 107–111)
XI. System der Lokalverwaltung (Art. 112–128)
XII. Wahl, Abruf, Initiative und Referendum (Art. 129–136)
XIII. Grundsätzliche Nationalpolitik (Art. 137–169)

XIV. Durchsetzung und Änderung der Verfassung (Art. 170–175)
Eine theoretisch mögliche neue Verfassung ist sehr unwahrscheinlich, da für ihr Entstehen eine Dreiviertelmehrheit im Legislativ-Yuan zustande kommen müsste.